# توماس ديفيس (سياسي أمريكي)
توماس ديفيس (بالإنجليزية: Thomas Davis)‏ هو سياسي أمريكي، (و. 1817 – 1908 م). انتخب عضو جمعية ولاية ويسكونسن.